# Tianjin Open 2016 - Qualificazioni singolare
Le qualificazioni del singolare femminile del Tianjin Open 2016 sono state un torneo di tennis preliminare per accedere alla fase finale della manifestazione. Le vincitrici dell'ultimo turno sono entrate di diritto nel tabellone principale. In caso di ritiro di una o più giocatrici aventi diritto a queste sono subentrati le lucky loser, ossia le giocatrici che hanno perso nell'ultimo turno ma che avevano una classifica più alta rispetto alle altre partecipanti che avevano comunque perso nel turno finale.

## Teste di serie
1. Shelby Rogers (qualificata)
2. Han Xinyun (spostata nel tabellone principale)
3. İpek Soylu (primo turno)
4. Sabina Sharipova (ultimo turno)
5. Liu Fangzhou (qualificata)
6. Hiroko Kuwata (ultimo turno)
7. Nina Stojanović (qualificata)

1. Sofia Šapatava (ultimo turno)
2. Lucie Hradecká (qualificata)
3. Xu Shilin (primo turno)
4. Akiko Ōmae (primo turno)
5. Chang Kai-chen (qualificata)
6. Katarzyna Piter (primo turno)

## Qualificate
1. Shelby Rogers
2. Chang Kai-chen
3. Andrea Hlaváčková

1. Nina Stojanović
2. Liu Fangzhou
3. Lucie Hradecká

## Tabellone

### Legenda
| - Q = Qualificato - WC = Wild card - LL = Lucky loser | - ALT = Alternate - SE = Special Exempt - PR = Protected Ranking | - w/o = Walkover - r = Ritirato - d = Squalificato |

### Sezione 1
|  | Primo turno | Primo turno     | Primo turno   | Primo turno | Primo turno |  |  | Ultimo turno | Ultimo turno    | Ultimo turno    | Ultimo turno | Ultimo turno |  |
|  |             |                 |               |             |             |  |  |              |                 |                 |              |              |  |
|  | 1           | Shelby Rogers   | Shelby Rogers | 7           | 6           |  |  |              |                 |                 |              |              |  |
|  | WC          | You Xiaodi      | You Xiaodi    | 65          | 3           |  |  | 1            | Shelby Rogers   | Shelby Rogers   | 6            | 6            |  |
|  |             | Jacqueline Cako | 5             | 6           | 6           |  |  |              | Jacqueline Cako | Jacqueline Cako | 4            | 2            |  |
|  | 11          | Akiko Ōmae      | 7             | 2           | 3           |  |  |              |                 |                 |              |              |  |

### Sezione 2
|  | Primo turno | Primo turno     | Primo turno     | Primo turno | Primo turno |  |  | Ultimo turno | Ultimo turno   | Ultimo turno | Ultimo turno | Ultimo turno |  |
|  |             |                 |                 |             |             |  |  |              |                |              |              |              |  |
|  | 13          | Katarzyna Piter | Katarzyna Piter | 3           | 3           |  |  |              |                |              |              |              |  |
|  |             | Danielle Lao    | Danielle Lao    | 6           | 6           |  |  |              | Danielle Lao   | 4            | 6            | 4            |  |
|  | WC          | Zhang Ying      | Zhang Ying      | 2           | 0           |  |  | 12           | Chang Kai-chen | 6            | 1            | 6            |  |
|  | 12          | Chang Kai-chen  | Chang Kai-chen  | 6           | 6           |  |  |              |                |              |              |              |  |

### Sezione 3
|  | Primo turno | Primo turno             | Primo turno             | Primo turno | Primo turno |  |  | Ultimo turno | Ultimo turno            | Ultimo turno            | Ultimo turno | Ultimo turno |  |
|  |             |                         |                         |             |             |  |  |              |                         |                         |              |              |  |
|  | 3           | İpek Soylu              | İpek Soylu              | 4           | 4           |  |  |              |                         |                         |              |              |  |
|  |             | Andrea Hlaváčková       | Andrea Hlaváčková       | 6           | 6           |  |  |              | Andrea Hlaváčková       | Andrea Hlaváčková       | 7            | 6            |  |
|  |             | Varatchaya Wongteanchai | Varatchaya Wongteanchai | 6           | 6           |  |  |              | Varatchaya Wongteanchai | Varatchaya Wongteanchai | 5            | 2            |  |
|  | 10          | Xu Shilin               | Xu Shilin               | 1           | 1           |  |  |              |                         |                         |              |              |  |

### Sezione 4
|  | Primo turno | Primo turno      | Primo turno     | Primo turno | Primo turno |  |  | Ultimo turno | Ultimo turno     | Ultimo turno | Ultimo turno | Ultimo turno |  |
|  |             |                  |                 |             |             |  |  |              |                  |              |              |              |  |
|  | 4           | Sabina Sharipova | 2               | 7           | 6           |  |  |              |                  |              |              |              |  |
|  | Alt         | Wang Yan         | 6               | 5           | 1           |  |  | 4            | Sabina Sharipova | 6            | 3            | 62           |  |
|  | WC          | Gao Xinyu        | Gao Xinyu       | 3           | 3           |  |  | 7            | Nina Stojanović  | 1            | 6            | 7            |  |
|  | 7           | Nina Stojanović  | Nina Stojanović | 6           | 6           |  |  |              |                  |              |              |              |  |

### Sezione 5
|  | Primo turno | Primo turno    | Primo turno    | Primo turno | Primo turno |  |  | Ultimo turno | Ultimo turno   | Ultimo turno   | Ultimo turno | Ultimo turno |  |
|  |             |                |                |             |             |  |  |              |                |                |              |              |  |
|  | 5           | Liu Fangzhou   | 6              | 2           | 6           |  |  |              |                |                |              |              |  |
|  | WC          | Kang Jiaqi     | 3              | 6           | 3           |  |  | 5            | Liu Fangzhou   | Liu Fangzhou   | 6            | 6            |  |
|  |             | Xun Fangying   | Xun Fangying   | 65          | 5           |  |  | 8            | Sofia Šapatava | Sofia Šapatava | 1            | 2            |  |
|  | 8           | Sofia Šapatava | Sofia Šapatava | 7           | 7           |  |  |              |                |                |              |              |  |

### Sezione 6
|  | Primo turno | Primo turno    | Primo turno    | Primo turno | Primo turno |  |  | Ultimo turno | Ultimo turno   | Ultimo turno   | Ultimo turno | Ultimo turno |  |
|  |             |                |                |             |             |  |  |              |                |                |              |              |  |
|  | 6           | Hiroko Kuwata  | Hiroko Kuwata  | 6           | 6           |  |  |              |                |                |              |              |  |
|  |             | Ayaka Okuno    | Ayaka Okuno    | 1           | 2           |  |  | 6            | Hiroko Kuwata  | Hiroko Kuwata  | 3            | 0            |  |
|  |             | Olga Savchuk   | Olga Savchuk   | 3           | 2           |  |  | 9            | Lucie Hradecká | Lucie Hradecká | 6            | 6            |  |
|  | 9           | Lucie Hradecká | Lucie Hradecká | 6           | 6           |  |  |              |                |                |              |              |  |